# 四川省卫生健康委员会

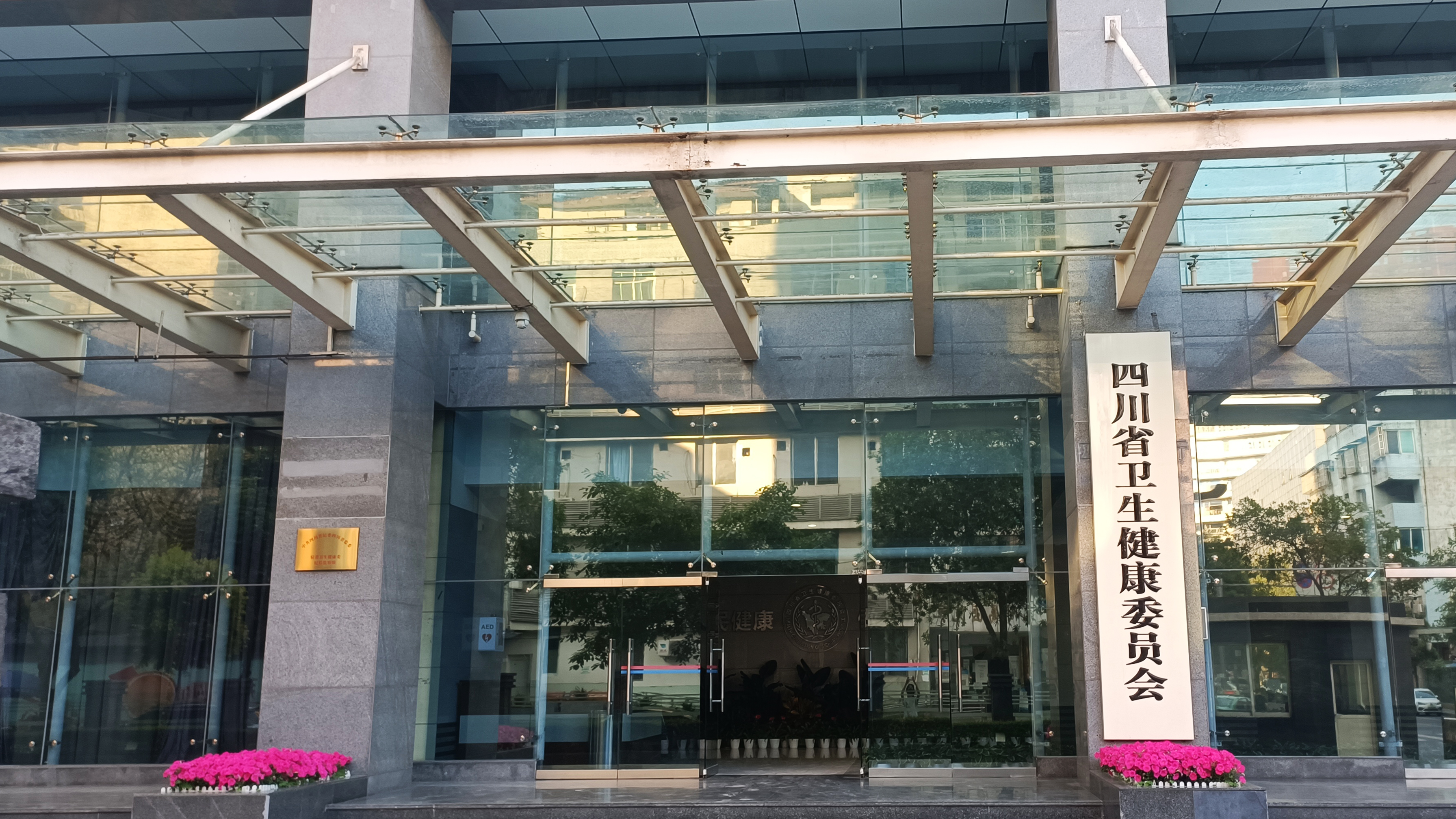
四川省卫生健康委员会

四川省卫生和计划生育委员会舊标识

四川省卫生健康委员会，简称四川省卫健委，是四川省人民政府部门，位于成都市上汪家拐街39号。现任党组书记、主任邓正权。

## 沿革
曾经有考察欧洲。2017年九寨沟地震期间，启动应急预案，华西医院和省医院等派应急救援队伍参与工作。四川省纪委认为，委员会的科技教育处处长苏林涉嫌严重违纪问题，对其进行立案调查。2015年，卫计委在药品集中采购过程中涉嫌违法，并因此被调查。
2018年11月初，四川省人民政府机构改革动员部署大会公布《四川省机构改革方案》，将组建四川省卫生健康委员会，不再保留省卫生和计划生育委员会。11月9日，整合了省卫生和计划生育委员会、省深化医药卫生体制改革领导小组办公室、省老龄工作委员会办公室、省安全生产监督管理局的职业健康监督管理职责等职责的四川省卫生健康委员会正式挂牌。

## 直属医院
- 四川省医学科学院·四川省人民医院

- 四川省肿瘤医院（四川省癌症防治中心）
- 四川省第三人民医院（四川护理职业学院附属医院）
- 四川省第四人民医院
- 四川省第五人民医院（四川省老年医院）
- 四川省妇幼保健院（四川省妇女儿童医院）
- 成都医学院第一附属医院
- 成都中医药大学附属生殖妇幼医院
- 西南医科大学附属医院
- 西南医科大学附属第四医院
- 西南医科大学附属口腔医院
- 川北医学院附属医院
- 川北医学院第二附属医院

## 直属高等学校
- 四川护理职业学院（四川省卫生学校）

## 荣誉
2020年9月，被中共中央、国务院、中央军委授予“全国抗击新冠肺炎疫情先进集体”。